# FIRST AGENT
株式会社FIRST AGENT（ファーストエージェント、英: FIRST AGENT INC.）は、東京都目黒区にある芸能プロダクション。設立32周年を迎えた2021年4月の時点で、100名以上のフリーアナウンサーやタレントが所属している。
旧社名は、株式会社生島企画室（いくしまきかくしつ）で、元TBS（現在のTBSテレビ）アナウンサーの生島ヒロシが、退社翌日の1989年4月1日付で実弟の生島隆と共に立ち上げた。

## 概要
生島4兄妹の長兄に当たるヒロシが会長、次弟の隆が代表取締役社長を務める芸能プロダクション「株式会社生島企画室」として設立された。TBSからの独立を考えていた1980年代の後半に、フジテレビ系プロダクションの関係者と出会ったことが大きく影響している」という。隆は2020年10月1日付けで相談役になり、副社長として所属タレントの育成に尽力してきた飯尾友康が社長職を引き継いでいる。
2025年1月27日、TBSラジオはコンプライアンス上の問題で、ヒロシが担当していたラジオ番組を降板させることを発表。これを受け、生島企画室では、ヒロシの降板は番組スタッフに対するパワハラやセクハラが原因であることを公表し、ヒロシの無期限活動自粛と生島企画室の全役職を退任させることを発表した。同年2月21日には、社名を「株式会社FIRST AGENT」に変更するとともに、ヒロシが役職に加えてタレントとしても退所した上で資本関係も解消されたことが発表された。

## 所属タレント
2025年1月現在

### アナウンサー
- 吉川美代子（元TBS）
- 益田由美（元フジテレビ）
- 寺田理恵子（元フジテレビ）
- 内藤裕子（元NHK）
- 小出アキラ（元札幌テレビ放送）
- 北村まあさ（元テレビ金沢）
- 澤田南（元ウェザーニューズ所属SOLiVE24の元キャスター）
- 田代沙織（落語家・桂歌春の長女）
- 幸坂理加（元秋田放送）
- 松永安奈（元NHK沖縄放送局契約キャスター→福島テレビ）
- 藤田真奈美
- 増井なぎさ（元読売テレビ→セント・フォース所属）
- 宮崎香子（元NHK宮崎放送局契約キャスター）
- 宮脇美咲（元NHK福岡放送局契約キャスター→オフィスキイワード大阪事務所所属）
- 堀友理子（元朝日放送→セント・フォース→オフィス北野所属）
- 柳野玲子
- 田村あゆち
- 橋浦多美（元エフエム新津、NHK宇都宮放送局）
- 田井れい花（元福島テレビ、サンテレビ）
- 水野悠希（元北海道文化放送）
- 小林美紀（元秋田放送）
- 寺岡のぞみ（元セント・フォース所属）
- 高沢奈苗
- 土田優香（元WOWOWほか）
- 中尾美穂
- 眞田佳織（元NHK契約キャスター）
- 市野瀬瞳（元NST新潟総合テレビ→中京テレビ放送→ゼスト→Mama&Son（業務提携））
- 井上綾夏（元NST新潟総合テレビ）

### タレント・モデル
- 優木まおみ
- 中村里砂
- 朝比奈彩
- 武藤十夢（元AKB48）[6][7]
- 松村沙友理（元乃木坂46）
- 志田音々
- 秋山真凜
- 武藤小麟（AKB48）[8][9]
- 真理子 フロレンティーナ
- 出岡美咲（izu）
- 福井セリナ
- 西脇彩華（ちゃあぽん、元9nine）
- 五十嵐にいか
- 井手美希
- 大橋りさ
- キューリング アリーナ 日菜乃
- 池田くれあ
- ETERNAL JOURNEY
  - 肉野バンバンジー(上原辰太郎)
  - 上原慶子

### 女優・俳優
- 浅野温子
- 池畑慎之介
- 平岳大
- 生島勇輝
- 生島翔
- 藤田紀子
- 白石まるみ
- 桜咲彩花
- 高山和之
- 星流
- ともこ
- 橘真由

### アスリート
- 江幡兄弟
  - 江幡睦
  - 江幡塁

### 学生キャスター
- 久保彩香
- 小野寺花南
- 濱田夏音
- 高木帆花
- 児玉瑠奈
- 加藤渚
- 内田結
- 神下芽衣
- 由川七彩
- 大野桜子

### 文化人
- 田淵幸一（野球評論家、元プロ野球選手）
- 鈴木あきら
- 今村翔吾（歴史・時代小説家、第166回直木賞受賞者）
- 益子侑
- ミサコ・ロックス
- やすみりえ
- 林家なな子
- 片桐裕司
- 浜田敏彰
- YUKA
- 坂井伸一郎
- 小野浩二
- 藤森一朗
- 木村美紀
- 矢内彩

### 医療
- 南雲吉則
- 山田悟

### 業務提携
- 東えりか
- 萱沼文子
- 熊谷育美（歌手）
- 島田始（雑誌編集者、コメンテーターほか）
- 長野茂
- 南美希子（元テレビ朝日）
- 宮田トオル
- 西めぐみ（ボイストレーナーほか）
- 秀島一生（航空評論家）
- 松田美智子（料理研究家）
- 板倉京（税理士）
- 山崎世美子
- 杉本茂
- 中村寿美子
- カーベル伊藤（プロレスラー）
- 鎌田實
- 阿部眞弓
- 吉木伸子
- 灰田美智子
- 清水俊彦
- 関口由紀
- 渡邉賀子
- 星野泰三
- 白石洋介
- 三田佳子（女優）
- 新井晴み（女優）
- 山田明郷（俳優）
- せんだみつお（タレント）
- モト冬樹（タレント）
- 久保田和昌（サントリー宣伝広告部出身のコミュニケーションテラー、2021年末の業務提携を機に当社の顧問へ就任）[10]
- 吉崎典子（元フジテレビ）
- 齋藤浩史
- 星野泰三
ほか

## 過去に所属・業務提携をしていたタレント・俳優ほか
- 生島ヒロシ
- 大橋ひかる
- 和田勉（元NHKプロデューサー）
- 鈴木由香
- 近江七恵
- 桝井論平（元TBS、生島の局アナ時代の先輩に当たる）
- 南彩子
- 吉野敬介（元代々木ゼミナール専任講師、現:東進ハイスクール講師）
- 井戸美枝
- 白石真澄
- 塚本一平
- 枦山南美（元新潟放送）
- 塚田文（元山口放送）
- 石田紗英子（元日本アジア航空キャビンアテンダント→ウェザーニューズおは天・SOLiVE24キャスター）
- 高木広子（元フジテレビ）
- 荻島正己（業務提携、元静岡放送）
- 海江田万里（立憲民主党衆議院議員）
- 白川めぐみ
- 林摩理子
- 服部幸應（業務提携、料理研究家）
- 湊ちひろ
- 長門石まお
- 田中聖奈
- 岸田あさみ（現:久保井朝美、長野放送→ウェザーマップ）
- 七海
- 近藤奈央（元NHK長崎放送局契約アナウンサー。現:南気象予報士事務所）
- 中尾美穂
- 真行寺君枝
- 小林みほ子（フリーアナウンサー、元中京テレビ放送）
- 長瀬サエコ
- 紅葉（元静岡第一テレビ、太田紅葉）
- 佐久間みなみ（学生キャスターとして所属。大学卒業後フジテレビに入社）
- 渡邊渚（同上）
- 佐分千恵（元テレビ朝日）
- 小林麻耶（元TBS）
- 國光吟（施術師、小林麻耶の夫）
- 木の葉のこ
- マッハ文朱
- 平山さとみ
- 中山明日実
- 南波糸江
- 高田景子
- 氏家秀太
- 木村泰司
- 松田唯花
- 芳村真理
- 西島まどか（安住紳一郎の妻）
- 長久梨那
- 平林玲美
- 小林千花
- タクトくん
- 波多野健（元エフエム新潟）
- 千綿舞子（フリーアナウンサー）
- 南里美希
- 宮森セーラ
- 德勢菜那
- 吉田優（元石川テレビ、現NST新潟総合テレビ）
- 吉田れいな
- なべやかん
- 木之内美穂（業務提携、タレント）
ほか

### 学生キャスター
- 吉田理彩（大学卒業後新潟放送に入社）
- 三浦萌（大学卒業後新潟放送に入社）
- 長部稀（大学卒業後テレビ東京に入社）
- 山下佳織（大学卒業後NHKに入局）
- 小寺陽向
- 田村美侑
- 森岡紗衣
- 亀山真依
- 上田綾乃
- 関田日向
- 大竹香乃